# Noms français des champignons
 (juillet 2012).
Si vous disposez d'ouvrages ou d'articles de référence ou si vous connaissez des sites web de qualité traitant du thème abordé ici, merci de compléter l'article en donnant les références utiles à sa vérifiabilité et en les liant à la section « Notes et références ».

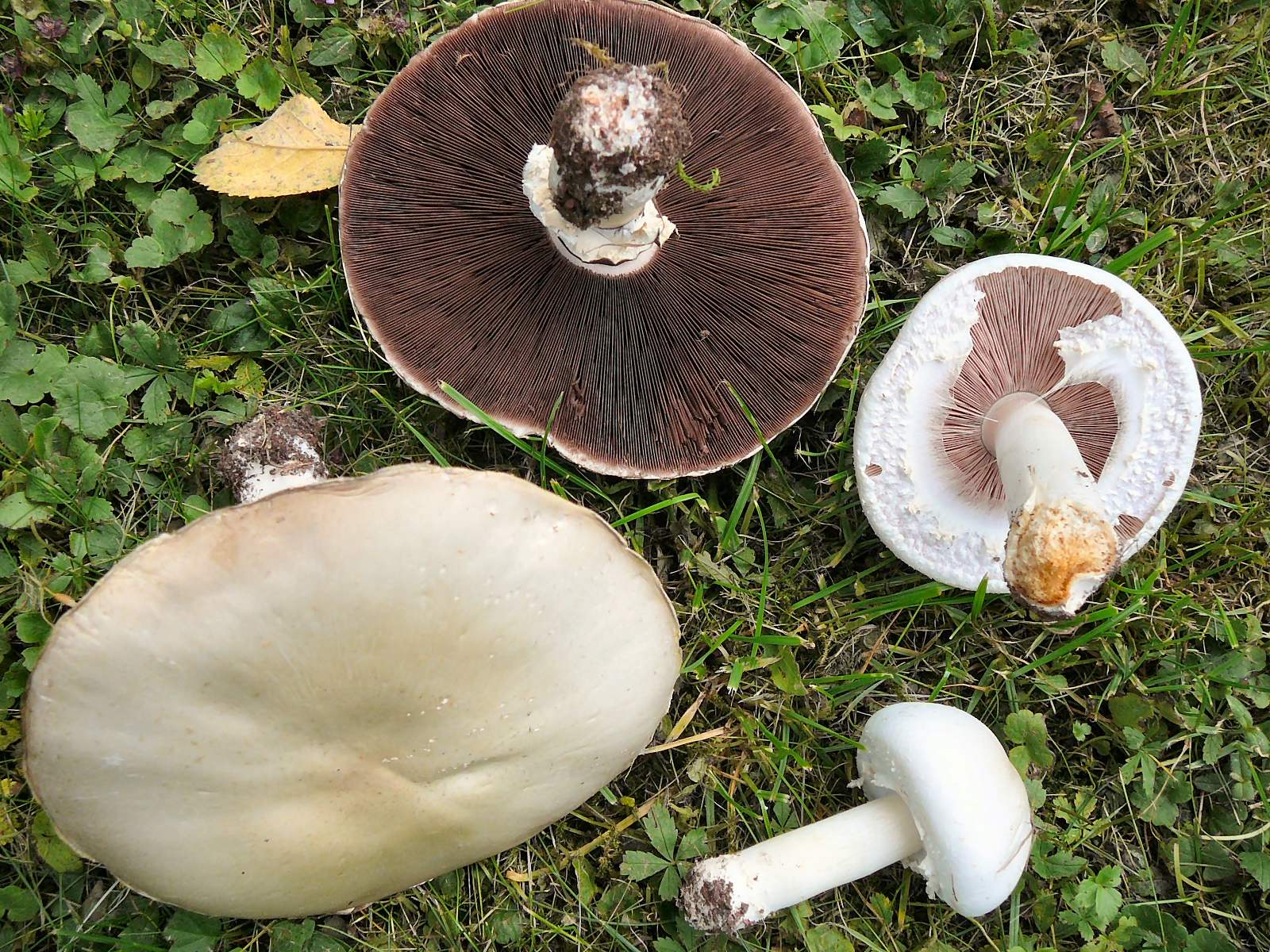
Boule de neige (français vernaculaire), Psalliote des jachères (Nom normalisé demi-savant) = Agaricus arvensis, nom scientifique dit latin

Les noms français des champignons sont leurs noms vernaculaires dans les pays de langue française (au sens large, incluant les dialectes tels que le provençal, picard, breton, etc., de même que chaque animal ou végétal, chaque champignon possède un nom binominal scientifique, dit nom de taxon, garant de son identification au niveau international, parallèlement aux noms vulgaires désignant les espèces ou sous-espèces les plus courantes, précieux témoins de la richesse ethnomycologique, médicinale, myco-gastronomique, artisanale et culturelle, variant d'une région ou d'un pays à l'autre.

## Diversité, imprécision des appellations régionales
À côté d'une appellation française, assez familière dans tout le monde francophone, par exemple Tricholome de la Saint-Georges pour Calocybe gambosa, il a été recensé jusqu'à quarante-deux noms vernaculaires (régionaux) ou vulgaires (au sens de non-latin) pour désigner l'oronge (Amanita caesarea),.
Plus gênant[non neutre], le nom vernaculaire, qui décrit l'habitat d'une espèce, très souvent d'un seul mot, peut parfois s'appliquer à plusieurs espèces de champignons différents : c'est l'exemple de "mousseron" ou "rosé" qui peut désigner le Tricholome de la Saint-Georges au printemps et l'Agaric des jachères en automne. D'autre part, les noms scientifiques de champignons ont également leurs longues listes de synonymes, reflet inévitable du passif nomenclatural et de la taxinomie sans cesse révisée, à côté desquels le nom français (ou autre langage véhiculaire) normalisé procure une stabilité à l'échelle nationale particulièrement appréciable.
En Belgique francophone, en Suisse romande, en Franche-Comté, en néerlandais et en anglais, par exemple, Chanterelle est utilisé pour désigner la Girolle (Cantharellus cibarius) sur les marchés[réf. nécessaire] et à la carte des restaurants[réf. nécessaire].

## Une tentative d'unification
Dans le cadre d'un projet européen, la Société mycologique de France a constitué un Comité des noms français dont l'objectif est, sans vouloir remplacer les noms scientifiques ni mépriser les pittoresques appellations locales, de définir un nom français unique (avec au maximum un alias) pour chaque espèce relativement courante (et non pas seulement les plus connues) afin de faciliter la communication avec et entre les non-spécialistes : mycophages et mycophiles, commerçants, administrations par exemple.
Le comité travaille genre par genre et a déjà traité, entre autres, les agarics, les amanites et les bolets, au sens large des genres (c'est-à-dire plutôt les Boletacées plutôt que les stricts Boletus). Le nom français adopté est le nom le plus courant, s'il existe, ou sinon un nom descriptif, souvent inspiré du nom de taxon latin. Afin que ce nom français ne soit pas soumis aux changements incessants de la taxinomie, il reste très traditionnel : ainsi une Lepiota devenue Macrolepiota ou Leucocoprinus continuera à s'appeler une lépiote.